# E. L. James
Erika Mitchell (Londres, 7 de març de 1963), més coneguda pel seu nom d'escriptora E L James, és una escriptora britànica. Ha escrit la trilogia de novel·les eròtiques Cinquanta ombres d'en Grey, Cinquanta ombres més fosques i Cinquanta ombres alliberades. En total de les seves novel·les s'han venut unes 70 milions d'exemplars a tot el món. El 2012, la revista Time la va posar com «Una de les 100 persones més influents»
El 2015 ha publicat Grey, una nova perspectiva de la història narrada a la trilogia, contada en primera persona pel seu protagonista masculí, Christian Grey.

## Biografia
James va néixer amb el nom d'Erika Mitchell, filla de mare xilena i de pare escocès, un càmera de la BBC. Es va criar a Buckinghamshire.
James va rebre educació a la Pipers Corner School i a la Wycombe High School, de la ciutat de High Wycombe a Buckinghamshire. Després assistí a la Universitat de Kent, on estudià història.
James havia treballat com a executiva a la televisió.